# Giuseppe Merlo
Giuseppe Merlo (Merano, 11 de octubre de 1927-Milán, 17 de julio de 2019) fue un tenista italiano. 

## Carrera deportiva
Su mayor logro fue llegar a la semifinal de Roland Garros en 1955. Fue finalista del Masters de Roma en 1955 y 1957. También fue finalista del Trofeo Conde de Godó en 1960.